# 蒲須坂車站
蒲須坂車站（日语：／ Kamasusaka eki */?）是由東日本旅客鐵道（JR東日本）所經營的鐵路車站，位於日本栃木縣櫻市蒲須坂。本站是JR東日本宇都宮線的鐵路車站，但在正式路線規劃上屬於東北本線。本站原本是信號場，後升格為車站，每日利用率約只有336人（2007年平均）。

## 歷史
2023年8月，JR東日本與日本郵便共同宣布，將把原本位於蒲須坂站東邊250公尺的蒲須坂郵便局搬遷至站內，並於2025年3月24日正式啟用兼備車站業務功能的新郵局，為栃木縣首座兼具郵務及站務功能的公共設施。

## 車站結構
本站為島式月台2面4線的地面車站。

### 月台配置
| 月台 | 路線                  | 方向 | 目的地                                                 |
| ---- | --------------------- | ---- | ------------------------------------------------------ |
| 1    | ■宇都宮線（東北本線） | 上行 | 宇都宮、大宮、東京、橫濱、大船方向 （包括■上野東京線） |
| 2    | ■宇都宮線（東北本線） | 下行 | 矢板、那須鹽原、黑磯方向                               |

（來源：JR東日本:車站構內圖 （页面存档备份，存于））

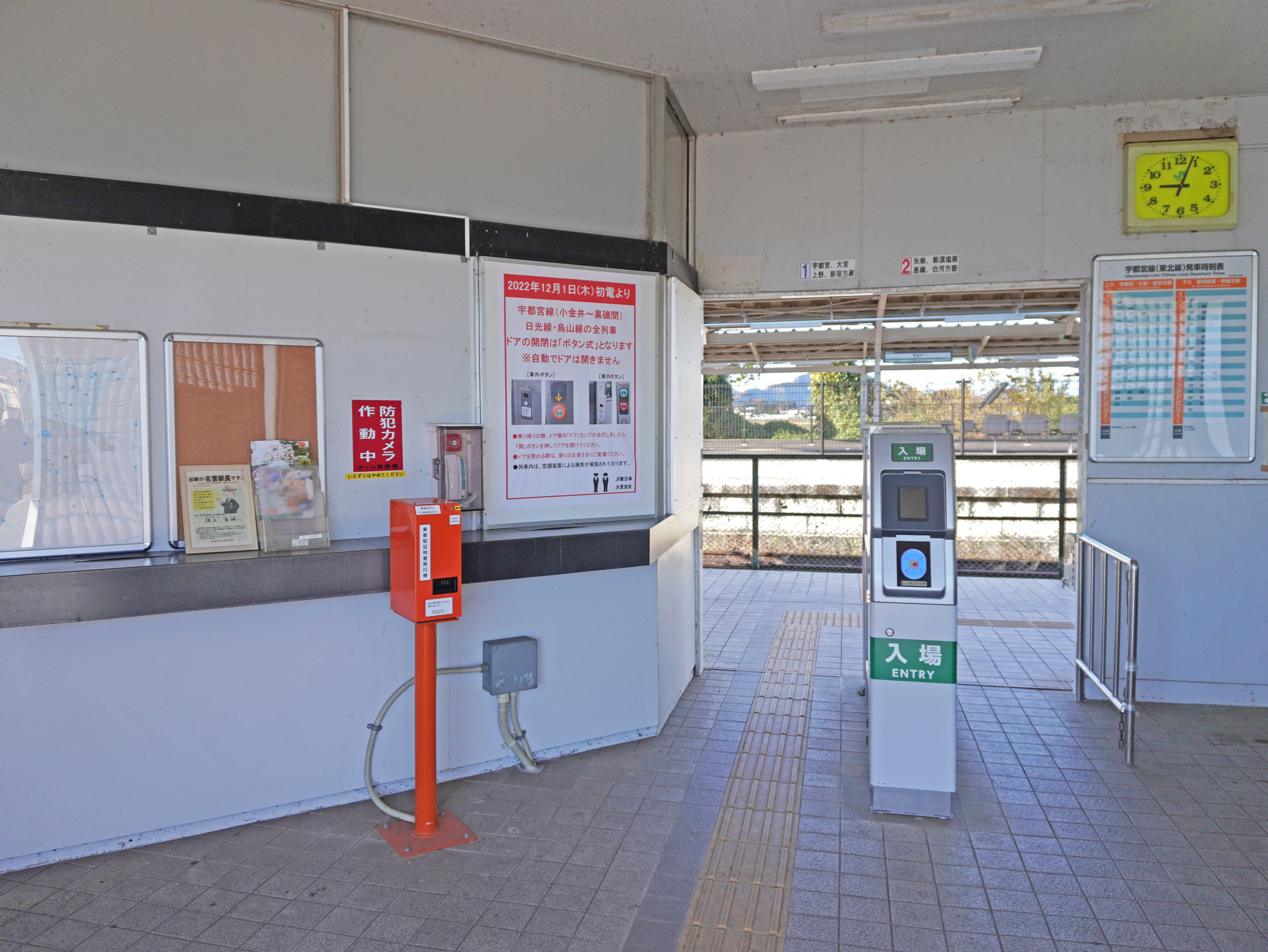
簡易Suica閘機（2022年11月）
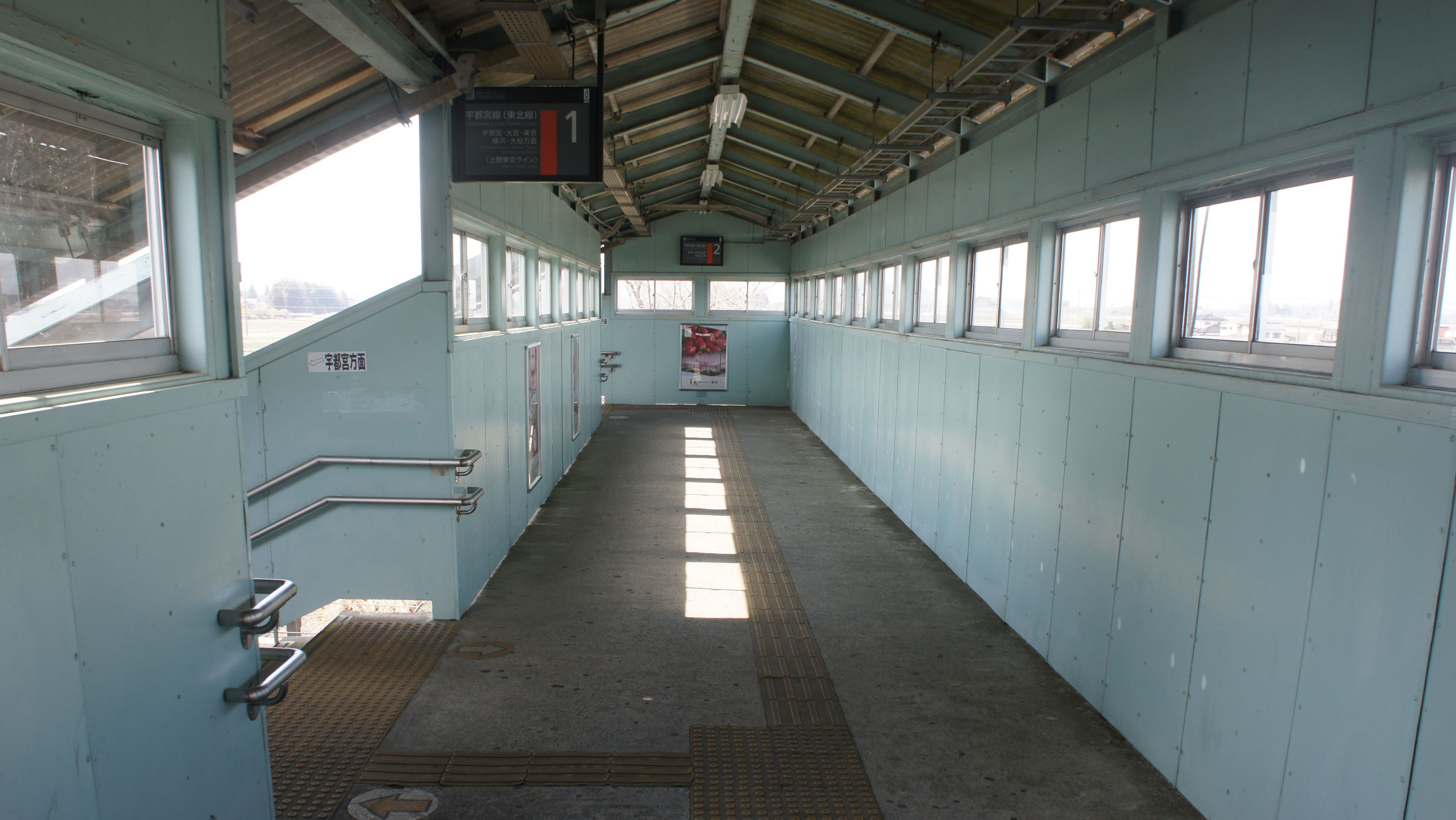
跨線天橋（2019年3月）
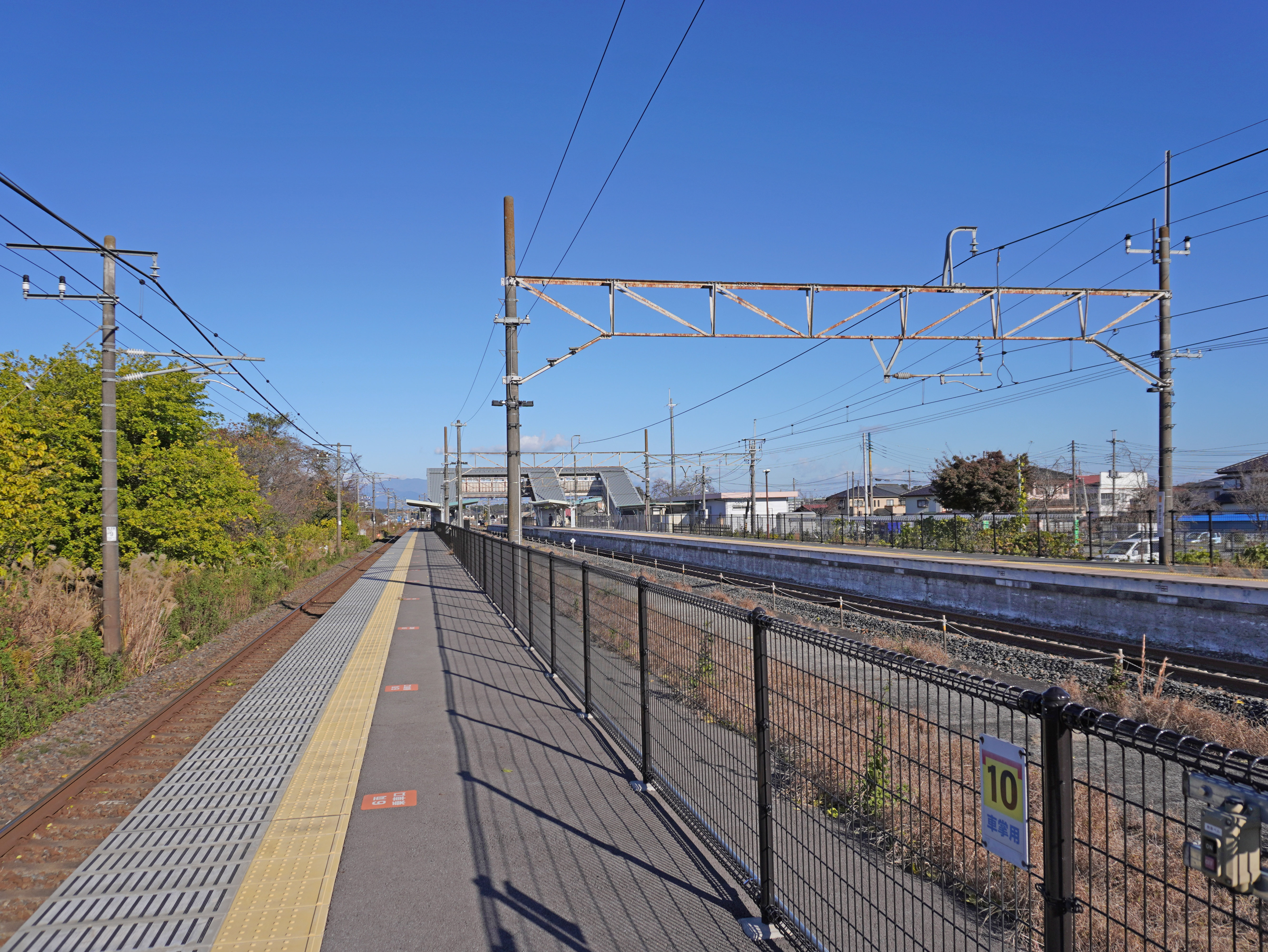
月台（2022年11月）

## 使用情況
根據JR東日本，2000年度（平成12年度）-2017年度（平成29年度）1日平均上車人次推移如下表。
| 上車人次推移       | 上車人次推移     | 上車人次推移    |
| 年度               | 1日平均 上車人次 | 來源            |
| ------------------ | ---------------- | --------------- |
| 2000年（平成12年） | 378              | [ 利用客数 1 ]  |
| 2001年（平成13年） | 355              | [ 利用客数 2 ]  |
| 2002年（平成14年） | 330              | [ 利用客数 3 ]  |
| 2003年（平成15年） | 320              | [ 利用客数 4 ]  |
| 2004年（平成16年） | 325              | [ 利用客数 5 ]  |
| 2005年（平成17年） | 329              | [ 利用客数 6 ]  |
| 2006年（平成18年） | 331              | [ 利用客数 7 ]  |
| 2007年（平成19年） | 336              | [ 利用客数 8 ]  |
| 2008年（平成20年） | 331              | [ 利用客数 9 ]  |
| 2009年（平成21年） | 340              | [ 利用客数 10 ] |
| 2010年（平成22年） | 338              | [ 利用客数 11 ] |
| 2011年（平成23年） | 354              | [ 利用客数 12 ] |
| 2012年（平成24年） | 367              | [ 利用客数 13 ] |
| 2013年（平成25年） | 380              | [ 利用客数 14 ] |
| 2014年（平成26年） | 364              | [ 利用客数 15 ] |
| 2015年（平成27年） | 358              | [ 利用客数 16 ] |
| 2016年（平成28年） | 338              | [ 利用客数 17 ] |
| 2017年（平成29年） | 344              | [ 利用客数 18 ] |

## 相鄰車站
東日本旅客鐵道
■宇都宮線
■通勤快速、■快速「Rabbit」、■普通
氏家－蒲須坂－片岡

### 使用情況
1. ↑  . 東日本旅客鉄道.   [2019-02-13]. （原始内容存档于2019-04-02）.
2. ↑  . 東日本旅客鉄道.   [2019-02-13]. （原始内容存档于2019-02-22）.
3. ↑  . 東日本旅客鉄道.   [2019-02-13]. （原始内容存档于2019-04-02）.
4. ↑  . 東日本旅客鉄道.   [2019-02-13]. （原始内容存档于2019-03-27）.
5. ↑  . 東日本旅客鉄道.   [2019-02-13]. （原始内容存档于2019-02-23）.
6. ↑  . 東日本旅客鉄道.   [2019-02-13]. （原始内容存档于2019-04-02）.
7. ↑  . 東日本旅客鉄道.   [2019-02-13]. （原始内容存档于2019-04-02）.
8. ↑  . 東日本旅客鉄道.   [2019-02-13]. （原始内容存档于2019-04-02）.
9. ↑  . 東日本旅客鉄道.   [2019-02-13]. （原始内容存档于2019-02-22）.
10. ↑  . 東日本旅客鉄道.   [2019-02-13]. （原始内容存档于2019-04-02）.
11. ↑  . 東日本旅客鉄道.   [2019-02-13]. （原始内容存档于2019-04-02）.
12. ↑  . 東日本旅客鉄道.   [2019-02-13]. （原始内容存档于2019-04-02）.
13. ↑  . 東日本旅客鉄道.   [2019-02-13]. （原始内容存档于2019-04-02）.
14. ↑  . 東日本旅客鉄道.   [2019-02-13]. （原始内容存档于2017-02-08）.
15. ↑  . 東日本旅客鉄道.   [2019-02-13]. （原始内容存档于2019-04-02）.
16. ↑  . 東日本旅客鉄道.   [2019-02-13]. （原始内容存档于2019-03-23）.
17. ↑  . 東日本旅客鉄道.   [2019-02-13]. （原始内容存档于2019-03-27）.
18. ↑  . 東日本旅客鉄道.   [2019-02-13]. （原始内容存档于2019-03-25）.

## 外部連結
- 車站資訊（蒲須坂）：東日本旅客鐵道